# Donaspastus liguricus
Donaspastus liguricus är en fjärilsart som beskrevs av Lancelot A. Gozmany 1977. Donaspastus liguricus ingår i släktet Donaspastus och familjen Symmocidae. Inga underarter finns listade i Catalogue of Life.